# Горьковский сельсовет (Оренбургская область)
Горьковский сельсовет — сельское поселение в Новоорском районе Оренбургской области Российской Федерации.
Административный центр — село Горьковское.

## История
9 марта 2005 года в соответствии с законом Оренбургской области № 1905/313-III-ОЗ образовано сельское поселение Горьковский сельсовет, установлены границы муниципального образования.

## Население
| 2010  | 2012  | 2013  | 2014  | 2015  | 2016  | 2017  |
| ----- | ----- | ----- | ----- | ----- | ----- | ----- |
| 1307  | ↘1306 | ↘1273 | ↘1249 | ↘1216 | ↘1190 | ↘1159 |
| 2018  | 2019  | 2020  | 2021  |       |       |       |
| ↘1133 | ↘1104 | ↘1101 | ↘1045 |       |       |       |

## Состав сельского поселения
| № | Населённый пункт | Тип населённого пункта       | Население |
| - | ---------------- | ---------------------------- | --------- |
| 1 | Горьковское      | село, административный центр | 687       |
| 2 | Закумачное       | село                         | 90        |
| 3 | Лужки            | село                         | 225       |
| 4 | Можаровка        | село                         | 305       |